# Emilio Fernández Romo
Emilio Fernández Romo (Mineral del Hondo Coahuila, Mèxic; 26 de març de 1904 – † Ciutat de Mèxic; 6 d'agost de 1986) fou un destacat director, actor i productor de cinema mexicà molt conegut pel malnom d'El Indio, gran artífex i genial protagonista de l'Època daurada de la cinematografia mexicana.

## Biografia

### Infància
Era fill d'un coronel revolucionari i d'una dona kikapú. D'ells va heretar un profund amor pel seu país, especialment pels costums, creences i pensaments indígenes, que probablement van contribuir a crear el seu caràcter impetuós i fort personalitat.
Sent un adolescent, un esdeveniment fatal el va obligar a enrolar-se en les files de la Revolució mexicana. Més tard, va ingressar en l'Acadèmia Militar (on el 1954 va obtenir el grau de coronel). En 1923 va participar en l'aixecament d'Adolfo de la Huerta contra el govern d'Álvaro Obregón. El fracàs d'aquesta insurrecció el va portar a la presó, d'on va escapar. Va abandonar el país i es va exiliar, primer a Chicago i més tard a Los Angeles. Allí va treballar com a empleat de bugaderia, estibador, ajudant de premsa, i paleta, prop dels estudis de Hollywood, la qual cosa va afavorir la seva incursió al cinema com a extra i doble d'estrelles com Douglas Fairbanks.

### Model per a l'estatueta "Óscar"
En 1928, el director d'art de la Metre-Goldwyn-Mayer, Cedric Gibbons –un dels membres fundadors de l'Acadèmia d'Arts i Ciències Cinematogràfiques– va supervisar el disseny del premi a partir d'un esbós en paper. Gibbons necessitava un model per a la seva estatueta, i la seva futura esposa (l'actriu mexicana Dolores del Río) li va presentar a Emilio. Poc inclinat al principi, Fernández va acabar accedint a posar nu per a la creació del que avui es coneix com l'«Oscar».
A la segona meitat dels anys '30, el President Lázaro Cárdenas del Río va atorgar l'amnistia als "Delahuertistas", i decidí tornar a Mèxic.

### Carrera
La seva entrada en la indústria del cinema va ser casual. El mateix Adolfo de la Huerta el va encoratjar: «Mèxic no vol ni necessita més revolucions, Emilio. Tu estàs en la meca del cinema, i el cinema és l'eina més efectiva que els humans hem inventat per a expressar-nos. Aprèn a fer pel·lícules i torna a la nostra pàtria amb el coneixement. Fes les nostres pel·lícules i així podràs expressar les teves idees de manera que arribin a milers de persones».
Debuta com a extra en la pel·lícula muda Torrent (Monta Bell, 1926) al costat de Greta Garbo, actua al curtmetratge sonor de coproducció Mexicano-estatunidenca Gitanos (Chano Urueta, 1929), estrenat en 1930. En aquest mateix any va tenir una experiència que va marcar significativament la seva carrera com a creador: la seva estada als Estats Units va coincidir amb l'arribada al país del director de cinema rus Serguei Eisenstein. Va assistir a projeccions privades de les seves pel·lícules, la narrativa de les quals, tan diferent de la de Hollywood, li va impressionar. Tres anys més tard, fragments de ¡Que viva México!, pel·lícula de Eisenstein realitzada en aquest país, va consolidar el seu propòsit de rodar amb un estil implacable i directe, on l'exaltació de la força i la bellesa de Mèxic és evident. En la majoria de les seves pel·lícules, l'estètica de la Revolució, l'evocació de la mexicaneidad i l'exaltació del patriotisme són una constant.
De retorn a Mèxic va haver d'exercir diversos oficis, fins que va aconseguir un paper en la pel·lícula Cruz Diablo, de Fernando de Fuentes, a qui posteriorment assistiria a Allá en el Rancho Grande. Després aconseguí el paper protagonista de Janitzio, que es va convertir en una espècie de reiteració en les seves obres posteriors.
En 1941, amb el suport financer del general Juan F. Azcárate i l'impuls del seu amic, l'actor David Silva (llavors estudiant de dret), va debutar com a director amb La isla de la pasión. Aquest mateix any va viatjar a Cuba, on va conèixer a la dona que seria la seva primera esposa, Gladys Fernández, mare de la seva filla Adela.
En 1943 és contactat pels estudis cinematogràfics Films Mundiales. Emilio Fernández al costat de Mauricio Magdaleno (escriptor), Gabriel Figueroa (fotògraf), Dolores del Río i Pedro Armendáriz (actors) cconformaria l'equip que va aconseguir els majors èxits de taquilla de l'època. El seu primer treball conjunt va ser Flor silvestre, cinta en la qual Dolores del Riu va debutar al cinema mexicà.
A continuació, va filmar María Candelaria, que va rebre la Palma d'Or al 1r Festival Internacional de Cinema de Canes. L'estil de Fernández va tenir tal efecte en la indústria que la seva interpretació del Mèxic rural es va convertir en un estàndard per a la indústria del cinema i també en la imatge de Mèxic al món.
En 1945, amb base en la història de l'escriptor estatunidenc John Steinbeck (que va adaptar el guió en col·laboració amb ell), va filmar La perla, una de les més importants pel·lícules de la seva llarga filmografia, considerada per la crítica com una obra d'art; en ella, una història de la ignorància i la misèria humana, aconseguida per l'excel·lent fotografia de Figueroa i la direcció rigorosa de Fernández, crea una al·legoria sobre els límits de la maldat dels homes en la seva cobdícia i el desig de poder. Amb aquesta cinta de nou va transcendir internacionalment, guanyant el premi a la millor fotografia, i un esment per la seva contribució a la millor pel·lícula per a progressar a la Mostra Internacional de Cinema de Venècia (1947). També va rebre el Premi Ariel a la millor pel·lícula (1948), Millor Direcció, Actuació Masculina i fotografia. També va ser guardonat per l'Associació de la Premsa Estrangera de Hollywood i va rebre un premi a la millor fotografia al Festival de Madrid. En aquest moment, la seva carrera estava al cim de l'èxit.
Després van venir les pel·lícules que van consolidar el seu estil i van enfortir la seva reputació en el món. Entre les més importants estan: Enamorada amb María Félix; El fugitiu, (que va ajudar a realitzar amb el famós director estatunidenc John Ford); Río Escondido (guanyadora del premi a la Millor Fotografia al Festival Internacional de Cinema de Karlovy Vary; Pueblerina amb la seva aleshores parella, l'actriu Columba Domínguez i La malquerida, totes elles imbuïdes de realisme i un nacionalisme amb un caràcter indígena fort i campirano on es demostra el seu amor pel paisatge mexicà i la bellesa dels trets indígenes, els atributs que, per a aquest temps, donarien forma a la imatge de Mèxic arreu del món. El 1950, Salón México va guanyar el premi a la Millor Fotografia en el festival en Brussel·les, Bèlgica.
Finalment, seguint amb les pel·lícules urbanes, va realitzar Víctimas del pecado (protagonitzada per Ninón Sevilla), i Cuando levanta la niebla, amb Columba Domínguez i Arturo de Córdova. El 1950 va filmar la seva única pel·lícula a Hollywood, The Torch, una nova versió d` Enamorada protagonitzada per Paulette Goddard.

### Darrers anys i declivi

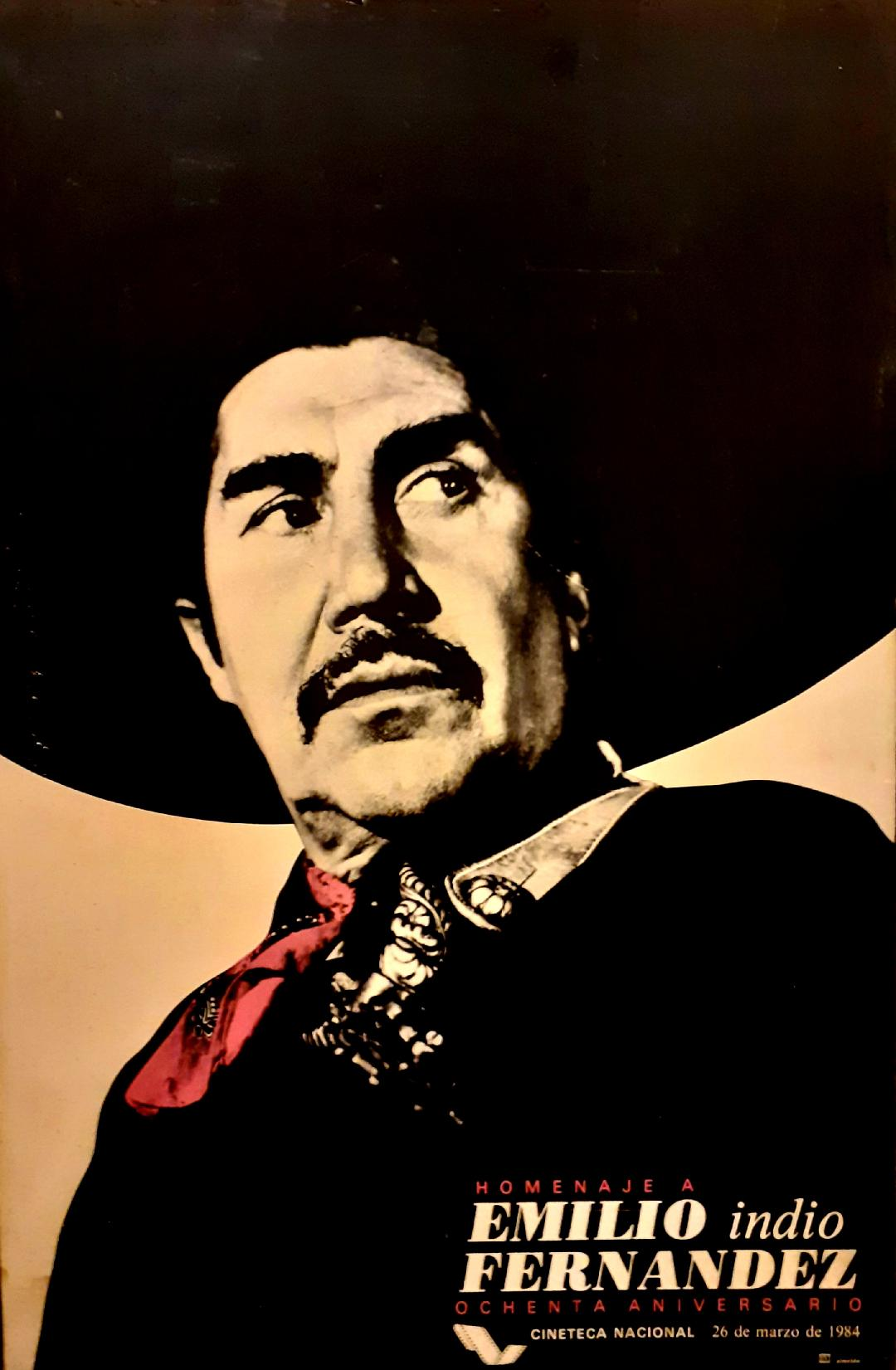
Cartell de l'homenatge a la Cineteca Nacional de México a Emilio "Indio" Fernández pels seus 80 anys, 1984.

Enmig dels anys 1950, les pel·lícules de Fernández van entrar en decadència. Era relegat gradualment per altres directors de cinema notables com Luis Buñuel. Fernández llavors va tornar al seu paper com a actor. La dècada de 1960 va representar un període de poc treball com a director. Per contra, en el camp de l'actuació, les seves accions eren més abundants i va aparèixer en cintes com: La cucaracha (1959), La bandida (1963); La nit de la iguana (1964, dirigida per John Huston, on va compartir crèdits amb Richard Burton i Ava Gardner ); Return of the Seven (1966); Sierra prohibida (1966, amb Marlon Brando), entre moltes altres. La seva pel·lícula de 1967 Un dorado de Pancho Villa, va participar al 5è Festival Internacional de Cinema de Moscou.
Durant els últims anys de la seva vida, li va resultar impossible de dirigir, i encara que les seves actuacions com a actor en diverses pel·lícules a Mèxic i a l'estranger continuaven sent nombroses, no va poder restaurar la felicitat que li concedia la direcció. A la fi dels anys 1970, va estar pres a Torreón, després de ser trobat culpable de la mort d'un agricultor. Va ser alliberat després de 6 mesos sota llibertat condicional. La falta de signatures cada setmana, a causa d'un accident, van provocar que fos empresonat de nou. Era un home de 74 anys, silenciós i taciturn, que es va negar a reconèixer l'ocàs de la seva carrera. Lliure de nou, de tornada a la seva casa mítica a Coyoacán, va viure en solitud i venia cultius del seu jardí per sobreviure.

## Mort
A principis de 1986, Emilio Fernández va patir una caiguda a la seva casa d'Acapulco, que li va provocar un trencament de fèmur. Emilio Fernández va morir el 6 d'agost d'aquest mateix any a la seva habitació de la Casa-Fortalesa de l'Indio a Coyoacán.

## Vida personal
Es diu que Emilio va conèixer a Cuba a la qual seria la seva primera companya sentimental, l'actriu i ballarina cubana Gladys Fernández, producte del seu romanç neix la seva primera filla en Ciutat de Mèxic en 1942, Adela Fernández y Fernández qui pràcticament nounada va ser abandonada per la seva mare, la qual va tornar a Cuba; per a ser la criada del seu pare fins a la seva adolescència.
Emilio va ser un dels més grans admiradors de Dolores del Río, la llegendària actriu mexicana que va triomfar en Hollywood. Emilio afirmava que el va aparèixer com a extra en diverses pel·lícules de Dolores a Hollywood. La bellesa i elegància de l'actriu l'havien impressionat profundament: 
| « | "Em mirava, però sense veure'm. Eventualment, ella em demanaria que jo la dirigís en la seva primera pel·lícula a Mèxic. Em vaig enamorar d'ella, però ella m'ignorava. Jo l'adorava, de bo de bo que l'adorava"". | » |

Fernández lloava a Dolores, amb esplèndids regals. Encara que algunes fonts van revelar que sí que va existir un romanç entre ells, el romanç mai va ser provat. De cualquier forma, su interés en conquistar a Dolores provocó su separación de Gladys Fernández, que los abandonó a él y a su hija Adela.
De qualsevol forma, el seu interès a conquistar a Dolores va provocar la seva separació de Gladys Fernández, que els va abandonar a ell i a la seva filla Adela.
La seva relació amb la seva filla major va acabar quan la jove era adolescent i es va allunyar del jou patern manifestant les seves preferències sexuals, fet que a l' Indio, li va impactar i ella va decidir buscar el seu camí. Eventualment Adela es va convertir en una destacada escriptora, només fins a la mort d'Emilio va reaparèixer en el seu entorn social.
Fernández també es va enamorar platònicament de l'actriu britànica Olivia de Havilland, a qui mai va conèixer, va demanar al llavors president de Mèxic Miguel Alemán Valdés, prolongar un carrer en Coyoacán, (Ciutat de Mèxic) fins a la seva mansió per a després anomenar-la Dulce Olivia. D'aquesta manera, sempre la tindria a prop, i de manera simbòlica (convertida en carrer), sempre als seus peus.
Eventualment, en una visita al Mercado de La Merced, famós en la Ciutat de Mèxic, Emilio va conèixer i va descobrir a una jove Columba Domínguez. Emilio va quedar corprès de la seva bellesa, la va convertir en actriu i en la seva companya sentimental. El seu romanç va durar d'entre 1947 i 1952. Amb ella, va tenir la seva segona filla, Jacaranda Fernández Domínguez. Columba el va abandonar, però la seva obsessió amb Emilio era interminable, reapareixent en la seva vida després de cada ruptura amorosa d'ell per a donar-li consol.
La seva filla Jacaranda va morir tràgicament en 1978, després de caure des del quart pis d'un edifici, les versions oficials manegen que va ser un suïcidi, però és ben sabut que es va tractar d'un homicidi.
En 1956, Emilio va contreure el seu únic matrimoni amb Gloria De Valois Cabiedes (coneguda com Gloria Cabiedes) filla de la famosa periodista Rosa Elena Cabiedes acabant la seva relació alguns anys després; amb ella va tenir una altra filla anomenada Xóchitl Fernández De Valois.
Va tenir també un fill home anomenat Emilio Fernández Castañeda, qui va morir temps després que Adela el despullés del seu dret d'herència. La seva mare va ser Martha Beatriz Castañeda, de la qual se sap poc.
En morir Emilio en 1986, es va deslligar una controvèrsia sobre el seu testament, particularment sobre la seva impressionant fortalesa en el barri de Coyoacán, al sud de la Ciutat de Mèxic.
Emilio va morir intestat, i automàtica i arbitràriament, la seva filla major, Adela, es va autonomenar hereva universal, en perjudici de tots els seus germans i de Columba Domínguez qui al·legava drets sobre la propietat.
D'acord amb Columba, Adela en realitat no era filla biològica d'Emilio, sinó del seu cosí Fernando Fernández i ell no la va adoptar Aquests detalls, així com la situació legal, mai van ser aclarits, sobretot després de la mort d'Adela en 2013.
La Casa Fuerte o Fortaleza de l'Indio Fernández, és un reconegut recinte de fòrum de diverses activitats culturals de la Ciutat de Mèxic, a més de que ha servit com a localització per a varies pel·lícules, tant d'"El Indio" Fernández com d'altres directors, com la pel·lícula El Rapto interpretada per María Félix i Jorge Negrete el 1953.

## Filmografia

### Actor
Hollywood
- 1925 - Torrent /Torrente (EUA)
- 1926 - Beau Geste (EUA)
- 1927 - The gaucho /El gaucho /Sobre los Andes (EUA)
- 1927 - Drums of love (EUA)
- 1927 - Loves of Carmen /Los amores de Carmen (EUA)
- 1928 - Ramona (EUA)
- 1928 - Tempest (EUA)
- 1928 - In old Arizona (EUA)
- 1929 - The Virginian (EUA)
- 1929 - Gitanos (EUA, Mèxic) [Curtmetratge]
- 1929 - Destino (EUA, Mèxic)
- 1930 - Charros, gauchos y manolas (EUA) [en castellà]
- 1930 - Oklahoma cyclone (EUA)
- 1930 - The land of missing men (EUA)
- 1930 - The western code (EUA)
- 1930 - Headin' north (EUA)
- 1931 - Sunrise trail (EUA)
- 1931 - Girl of the río /The best caballero /The dove /La paloma (EUA)
- 1933 - Flying down to Río /Volando a Río (EUA)
- 1947 - The Fugitive /El fugitivo (EUA)
- 1959 - The Unforgiven / Lo que no se perdona (EUA)
- 1960 - The magnificent seven /Siete hombres y un destino (EUA)
- 1963 - The night of the iguana /La noche de la iguana (EUA)
- 1964 - Major Dundee /Juramento de venganza (EUA)
- 1965 - The reward /La recompensa (EUA)
- 1966 - Sierra prohibida /The Apaloosa /Southwest to Sonora (EUA)
- 1966 - Return of the seven /El regreso de los siete magníficos (EUA)
- 1966 - A convenant with death /Un pacto con la muerte (EUA)
- 1966 - The war wagon /Ataque al carro blindado (EUA)
- 1967 - The phantom gunslinger /El pistolero fantasma /El jinete fantasma (EUA, Mèxic)
- 1967 - I cannoni di San Sebastián / La bataille de San Sebastián (França, Regne Unit, Itàlia, Mèxic)
- 1968 - The Wild Bunch/ La pandilla salvaje/ Grupo salvaje (EUA)
- 1972 - Pat Garrett and Billy The Kid (EUA)
- 1973 - Bring me the head of Alfredo García /Tráiganme la cabeza de Alfredo García (EUA, Mèxic)
- 1974 - Breakout /Fuga suicida (EUA)
- 1975 - Lucky Lady /Los aventureros del Lucky Lady (EUA)
- 1983 - The treasure of the Amazon /El tesoro del Amazonas (EUA)
- 1983 - Under the volcano /Bajo el volcán (EUA, Mèxic)

Mèxic
- 1934 - La buenaventura
- 1934 - El escándalo
- 1934 - Cruz diablo
- 1934 - Janitzio
- 1934 - Corazón bandolero
- 1934 - Tribu
- 1935 - Martín Garatuza
- 1935 - María Elena
- 1935 - Celos
- 1935 - Los muertos hablan
- 1935 - Mexicana
- 1936 - Allá en el Rancho Grande
- 1936 - La cucaracha mexicana [Curtmetratge]
- 1936 - El impostor
- 1936 - Las mujeres mandan
- 1936 - El superloco
- 1936 - Cielito lindo
- 1936 - Mater nostra
- 1936 - Marihuana /El monstruo verde
- 1937 - ¡Adiós, Nicanor!
- 1937 - Almas rebeldes
- 1937 - Las cuatro milpas
- 1937 - Abnegación
- 1938 - Juan "Sin Miedo"
- 1938 - ¡Aquí llegó el valentón! /El fanfarrón
- 1938 - El señor alcalde
- 1939 - Con los dorados de Villa
- 1939 - Hombres del aire
- 1939 - Los de abajo /Con la división del Norte
- 1940 - El Zorro de Jalisco
- 1940 - El Charro Negro
- 1940 - Rancho Alegre
- 1941 - La Isla de la Pasión /Clipperton
- 1943 - Flor silvestre
- 1944 - Entre hermanos
- 1958 - La cucaracha
- 1961 - Los hermanos del Hierro
- 1962 - Paloma herida (Mèxic, Guatemala)
- 1962 - La bandida
- 1963 - El revólver sangriento
- 1964 - Un callejón sin salida
- 1964 - Los hermanos Muerte
- 1964 - La recta final /El último empujón
- 1964 - Yo, el valiente
- 1965 - La conquista del Dorado
- 1965 - Duelo de pistoleros
- 1965 - Los malvados
- 1965 - Un tipo difícil de matar
- 1966 - Un dorado de Pancho Villa
- 1966 - El silencioso
- 1967 - El caudillo
- 1967 - La Chamuscada /Tierra y libertad
- 1968 - Duelo en el Dorado
- 1968 - Un toro me llama
- 1968 - El crepúsculo de un dios
- 1968 - El yaqui /El hijo del pueblo
- 1969 - La sangre enemiga
- 1971 - Indio
- 1972 - Derecho de asilo /Detrás de esa puerta
- 1972 - El rincón de las vírgenes
- 1978 - Erótica
- 1980 - Las cabareteras
- 1980 - Ahora mis pistolas hablan
- 1981 - Una gallina muy ponedora /Amor a navaja libre
- 1982 - Mi abuelo, mi perro y yo /Tras el horizonte azul
- 1983 - Lola la trailera
- 1983 - Mercenarios de la muerte
- 1985 - Cuando corrió el Alazán
- 1985 - El secuestro de Lola /Lola la trailera 2
- 1986 - Las amantes del señor de la noche
- 1986 - ¡Arriba Michoacán!

Espanya
- 1975 - El indio pluma roja (Espanya) [Curtmetratge]

França
- 1986 – Pirates (França)

### Director
- 1941 - La isla de la pasión /Clipperton
- 1942 - Soy puro mexicano
- 1943 - Flor silvestre
- 1943 - María Candelaria
- 1944 - Las abandonadas
- 1944 - Bugambilia
- 1945 - Pepita Jiménez
- 1945 - La perla
- 1946 - Enamorada
- 1946 - The Fugitive /El fugitivo (EUA) -no acreditada su codirección con John Ford.
- 1947 - Río Escondido
- 1948 - Maclovia
- 1948 - Salón México
- 1948 - Pueblerina
- 1949 - La malquerida
- 1949 - Duelo en las montañas

- 1949 - The torch /Bandit general /Del odio nació el amor (EUA)
- 1950 - Víctimas del pecado
- 1950 - Las Islas Marías
- 1950 - Siempre tuya
- 1950 - Un día de vida
- 1951 - La bienamada
- 1951 - Acapulco
- 1951 - El mar y tú
- 1952 - Cuando levanta la niebla
- 1953 - Reportaje
- 1953 - La rosa blanca /Momentos de la vida de Martí (Mèxic, Cuba)
- 1953 - La red
- 1954 - La rebelión de los colgados
- 1954 - Nosotros dos (España, Mèxic)
- 1955 - La Tierra del Fuego se apaga (Mèxic, Argentina)
- 1956 - Una cita de amor /El puño del amo
- 1956 - El impostor
- 1961 - Pueblito
- 1962 - Paloma herida (Mèxic, Guatemala)
- 1966 - Un dorado de Pancho Villa
- 1968 - El crepúsculo de un dios
- 1973 - La Choca
- 1975 - Zona roja
- 1977 - Mèxic Norte
- 1978 - Erótica

Productor
- 1946 - The Fugitive /El fugitivo (EUA)
- 1963 - The night of the iguana /La noche de la iguana (EUA)
- 1966 - Un dorado de Pancho Villa
- 1968 - El crepúsculo de un dios

Guionista
- 1936 - Cielito lindo
- 1937 - ¡Adiós, Nicanor!
- 1941 - La isla de la pasión /Clipperton
- 1942 - Soy puro mexicano
- 1943 - Flor Silvestre
- 1943 - María Candelaria
- 1944 - Las abandonadas
- 1944 - Bugambilia
- 1944 - Entre hermanos
- 1945 - Pepita Jiménez
- 1945 - La perla
- 1946 - Enamorada
- 1947 - Río Escondido
- 1948 - Maclovia
- 1948 - Salón Mèxic
- 1948 - Pueblerina
- 1949 - La malquerida
- 1949 - Duelo en las montañas
- 1949 - The torch o beloved /Del odio nace el amor (EUA)
- 1950 - Un día de vida
- 1950 - Víctimas del pecado
- 1950 - Islas Marías
- 1951 - La bienamada
- 1950 - Siempre tuya
- 1951 - Acapulco
- 1951 - El mar y tú
- 1953 - La red

- 1953 - Reportaje
- 1953 - El rapto
- 1953 - La rosa blanca /Momentos de la vida de Martí (Mèxic, Cuba)
- 1954 - Nosotros dos
- 1955 - La Tierra del Fuego se apaga (Mèxic, Argentina)
- 1961 - Pueblito
- 1962 - Paloma herida (Mèxic, Guatemala)
- 1966 - Un dorado de Pancho Villa
- 1968 - El crepúsculo de un dios
- 1973 - La Choca
- 1975 - Zona roja
- 1977 - Mèxic Norte
- 1978 – Erótica

## Premis i distincions
Festival Internacional de Cinema de Sant Sebastià
| Any  | Categoria                                                          | Pel·lícula | Resultat  |
| ---- | ------------------------------------------------------------------ | ---------- | --------- |
| 1962 | Premi Perla del Cantábrico a la Millor Pel·lícula de Parla Hispana | Pueblito   | Guanyador |

Festival Internacional de Cinema de Canes
| Any  | Categoria                         | Pel·lícula       | Resultat  |
| ---- | --------------------------------- | ---------------- | --------- |
| 1946 | Gran Premi                        | María Candelaria | Guanyador |
| 1953 | Premi a la millor narració visual | La red           | Guanyador |